# Амбразанцев, Николай Дмитриевич
Николай Дмитриевич Амбразанцев (Амбразадзиев, Амбросадзе) (1754—1814) — генерал-лейтенант, генерал-инспектор артиллерии
Родился в 1754 году. Один из предков его, грузинских дворян Амбресадзиев, выехал, в конце XVII века, с царём Грузии Арчилом в Россию, но, приняв монашество, в 1704 году возвратился в отечество. В России остался сын его Пётр, стольник царя Арчила, женившийся впоследствии на русской дворянке, богатой вотчинами в Костромской и Владимирской губерниях. Николай Дмитриевич был его внуком.
Службу начал Амбразанцев в 1770 году в артиллерии, в рядах которой находился до отставки, принимая участие в действиях против Пугачёва в 1773 и 1774 годах, в войне с кавказскими горцами в 1783—1785 и 1791—1792 годах и в подавлении польского восстания 1794 года.
В 1797 году, с производством в генерал-майоры, он был назначен шефом артиллерийского батальона в Казани, год спустя получил звание инспектора артиллерии Оренбургской дивизии, расположенной по Волге, и в том же году произведён в генерал-лейтенанты.
Опала, постигшая в 1799 году Аракчеева, повлекла за собой возвышение Амбразанцева. 1 октября (по другим данным 6 октября) 1799 года последовал Высочайший приказ императора Павла I, которым должности инспектора всей артиллерии и управляющего артиллерийской экспедицией отделялись одна от другой; на первую из них был назначен Амбразанцев, на вторую — генерал-лейтенант Корсаков. Оба генерала, заняв независимое друг от друга положение, получили в управление первый — командные дела, второй — артиллерийскую экспедицию и её депо, как учреждения, а также и экономические дела артиллерийского ведомства. Вместе с тем Амбразанцев был назначен и командиром гвардейского артиллерийского батальона.
Однако он недолго занимал эти посты. Недостаток нового строя управления артиллерией — двоевластие — сказался очень быстро и уже через полгода, 7 марта 1800 года, Амбразанцев впал в немилость и был отставлен от службы. Полагают, что в таком завершении службы сыграло роль обвинение Амбразанцева, как командира гвардейского артиллерийского батальона, в незаконном пользовании лошадьми. С увольнением Амбразанцева все управление артиллерией было вновь объединено в руках генерала Корсакова.
С воцарением императора Александра I Амбразанцев ненадолго вернулся на службу и 26 ноября 1803 года за беспорочную выслугу 25 лет в офицерских чинах был награждён орденом св. Георгия 4-й степени (№ 1519 по кавалерскому списку Григоровича — Степанова), однако вновь был вынужден выйти в отставку из-за пошатнувшегося здоровья.
Умер в 1814 году.